# Batman Forever (trilha sonora)
Para o musical de Elliot Goldenthal, ver Batman Forever (score).
Batman Forever: Music from the Motion Picture é a trilha sonora do filme Batman Forever (1995), lançada em 6 de junho de 1995, pela gravadora Atlantic Records.

## Antecedentes
Apenas cinco canções do filme, estão no filme. A trilha sonora inclui singles de sucesso como "Hold Me, Thrill Me, Kiss Me, Kill Me" de U2 e "Kiss from a Rose" de Seal, ambos os quais foram nomeados no MTV Movie Awards. "Kiss from a Rose" (cujo vídeo também foi dirigido por Joel Schumacher) chegou na #1 posição nas paradas musicais nos Estados Unidos. A trilha sonora, com canções adicionais por The Flaming Lips e Brandy Norwood (ambas as canções incluídas no filme), Method Man e Nick Cave, Michael Hutchence (falecido vocalista do INXS), PJ Harvey e Massive Attack, foi uma tentativa de (nas palavras do produtor Peter MacGregor-Scott) tornar o filme mais "pop". A trilha sonora foi um sucesso, vendendo tanto quanto Prince, na trilha sonora de Batman (1989). Um segundo álbum, com mais de 40 minutos do álbum Original Motion Picture Score Album, de Elliot Goldenthal, foi lançado duas semanas após a trilha sonora do filme.
Elogios
Em 1996, "Kiss from a Rose" ganhou três Grammy Award para "Melhor Performance Vocal Pop Masculino", "Gravação do Ano" e "Canção do Ano".

## Lista de faixas
| Críticas profissionais | Críticas profissionais |
| Avaliações da crítica  | Avaliações da crítica  |
| Fonte                  | Avaliação              |
| ---------------------- | ---------------------- |
| Allmusic               | [ 3 ]                  |
| Entertainment Weekly   | (B−)                   |
| Vox                    | (4/10)                 |

1. "Hold Me, Thrill Me, Kiss Me, Kill Me" (por U2) – 4:46
2. "One Time Too Many" (por PJ Harvey) – 2:52
3. "Where Are You Now?" (por Brandy Norwood) – 3:57
4. "Kiss from a Rose" (por Seal) – 3:38
5. "The Hunter Gets Captured by the Game" (por Massive Attack & Tracey Thorn) (cover de Smokey Robinson) – 4:06
6. "Nobody Lives Without Love" (por Eddi Reader) – 5:05
7. "Tell Me Now" (por Mazzy Star) – 4:17
8. "Smash It Up" (por The Offspring) (cover de The Damned) – 3:26
9. "There Is a Light" (por Nick Cave) – 4:23
10. "The Riddler" (por Method Man) – 3:30
11. "The Passenger" (por Michael Hutchence) (cover de Iggy Pop) – 4:37
12. "Crossing the River" (por The Devlins) – 4:45
13. "8" (por Sunny Day Real Estate) – 5:27
14. "Bad Days" (por The Flaming Lips) – 4:39

## Parada e posição
| País/Parada (1995)             | Melhor posição |
| ------------------------------ | -------------- |
| Estados Unidos (Billboard 200) | 5              |